# Decca Records
Decca Records is een Brits platenlabel, opgericht in 1929 door Edward Lewis. Het Amerikaanse label werd op 4 augustus 1934 opgericht door Jack Kapp, E.F. Stevens jr en Milton R. Rackmil, met behulp van Edward Lewis.

## Geschiedenis
Grammofoonspelers waren aanvankelijk groot en zwaar en werden vaak als meubels uitgevoerd. In 1914 kwam de Londense fabrikant van muziekinstrumenten Barnett Samuel & Son met de eerste draagbare grammofoon, de dulcephone, die ze onder de merknaam Decca op de markt bracht. Nadat in 1927 een deel van de fabriek was afgebrand, werd de instrumentenproductie verkocht. De overblijvende grammofoonfabriek werd in 1928 hernoemd in Decca Gramophon co en in 1929 kwam er de productie van grammofoonplaten bij.
In de aanloop naar de Tweede Wereldoorlog werd de link met het Britse bedrijf verbroken en Lewis verkocht bij het uitbreken van de Tweede wereldoorlog de Amerikaanse Decca, maar de Amerikaanse holding bleef het recht houden op de merknaam in Noord- en Zuid-Amerika en in delen van Azië. 
Het Britse Decca werd beroemd door zijn opnamemethodes, met name in de klassieke muziek, en door de ontwikkeling naar HiFi, het Amerikaanse Decca ontwikkelde het concept van het cast album, waarbij de originele cast van Broadway-musicals aan platenalbums meewerkte.
Het Britse Decca label werd na de Tweede Wereldoorlog in de VS uitgebracht op London Records. Andersom bracht het Amerikaanse Decca later in het VK  haar platen uit op Brunswick Records. In 1973 verdween de Amerikaanse Decca en werd onderdeel van MCA Records, dat opging in de Universal Music Group, de Britse Decca werd in 1980  gekocht door PolyGram en werd daarna onderdeel van de Universal Music Group, maar het bleef als platenlabel bestaan.

## Klassieke muziek

### Britse Decca
Decca's opkomst als een groot klassiek label kan worden toegeschreven aan drie gelijktijdige gebeurtenissen: de nadruk op technische innovatie (eerst de ontwikkeling van de techniek voor het opnemen van het volledige frequentiebereik [ffrr], dan het vroege gebruik van stereo-opname), de introductie van de LP, en de rekrutering van John Culshaw voor het kantoor van Decca in Londen.
Culshaw zorgde voor een revolutie in het opnemen - van opera in het bijzonder. Tot zijn komst was het de gewoonte om microfoons voor de artiesten te plaatsen en gewoon op te nemen wat ze speelden. Culshaw was vastbesloten om opnames te maken die 'een theater van de geest' zouden zijn, waardoor de beleving van de luisteraar thuis niet een tweederangs ervaring van die in het theater zou zijn, maar een heel andere ervaring. Daartoe liet hij de zangers door de studio bewegen zoals ze op het podium zouden doen, gebruikte hij discrete geluidseffecten en verschillende akoestiek, en nam hij op in lange continue opnames. Zijn vaardigheid, in combinatie met Decca's geluidstechnische capaciteiten, bracht het label aan de top van de platenindustrie. Zijn baanbrekende opname (begonnen in 1958) van Wagner's Ring des Nibelungen onder leiding van Georg Solti was een enorm artistiek en commercieel succes. Solti nam zijn hele carrière op voor Decca en maakte meer dan 250 opnames, waaronder 45 complete operasets. Onder de internationale onderscheidingen die Solti (en Decca) voor zijn opnames kregen, waren 31 Grammy-onderscheidingen - meer dan enige andere artiest, klassiek of populair. In de nasleep van Decca's succes wilden artiesten als Herbert von Karajan, Joan Sutherland en later Luciano Pavarotti graag toetreden tot de selectie van het label.

#### Belangrijkste opnamesudio's
- Chenil Galleries op 181-183 King’s Road, Chelsea, London SW3 van 1929 tot 1936.
- Thames Street op 89, Upper Thames Street, London EC4, van 1934 tot 1938.
- West Hampstead Studios op 165, Broadhurst Gardens, London NW6 van 1938 tot 1944, daarna opengebleven voor niet-klassiek werk tot 1981 en daarna gerenoveerd.
- Kingsway Hall (een Methodistenkerk) op Kingsway, Holborn, London WC2,  van 1944 tot 1983, met de komst van ffrr Decca's favoriete locatie, niet alleen voor symfonieën, koren en opera's maar ook voor piano- en kamermuziek.

#### sublabels
- Telefunken Records

### Amerikaanse Decca
Tot 1947 bracht het Amerikaanse Decca Britse Decca-opnames voor klassieke muziek uit. Daarna nam het Britse Decca de distributie over via haar nieuwe Amerikaanse dochteronderneming London Records. De Amerikaans Decca betrad actief opnieuw de klassieke markt in 1950 met distributieoveretotenkomsten met Deutsche Grammophon en Parlophone.
Het Amerikaanse Decca begon met het uitgeven van zijn eigen klassieke muziekopnames in 1958 toen producer Israel Horowitz de klassieke afdeling ging leiden. Om de toewijding van American Decca aan serieuze muziek te bevorderen, kondigde Rackmill in augustus 1950 de release aan van een nieuwe serie schijven, bekend als de "Decca Gold Label Series", die zou worden gewijd aan "symfonieën, concerten, kamermuziek, opera, liederen en koormuziek", met en door Amerikaanse en Europese artiesten. Onder de klassieke opnames die op Decca's "Gold Label" -serie werden uitgebracht, waren albums van Leroy Anderson, het Cincinnati Symphony Orchestra onder leiding van Max Rudolf en gitarist Andrés Segovia. Het Amerikaanse Decca sloot zijn afdeling klassieke muziek in 1971.

## Popmuziek

### Amerikaanse Decca
In tegenstelling tot de klassieke muziek was bij de popmuziek de Amerikaanse Decca veel succesvoller dan de Britse Decca.
Bij de oprichting eind 1934 kocht het Amerikaanse Decca van Warner Bros. de voormalige persfabrieken van Brunswick Records in New York en Muskegon (Michigan), die in 1931 waren gesloten, in ruil voor een financieel belang in het Amerikaanse Decca. Decca werd tijdens de depressie een belangrijke label op de Amerikaanse platenmarkt dankzij hun keuze aan populaire artiesten, zoals met name Bing Crosby, het slimme management van Brunswicks voormalige general manager Jack Kapp en de beslissing om Decca platen op 35 cent in plaats van de 75 cent van de concurrentie te prijzen.
De eerste hit voor Decca werd in december 1935 The music went 'Round and 'Round door Mike Riley en Ed Farley, gevolgd door Bei mir bist du schön van de Andrews Sisters.
Andere artiesten die in de jaren dertig en veertig bij Decca tekenden, waren onder meer Louis Armstrong, Charlie Kunz, Count Basie, Jimmie Lunceford, Jane Froman, Billie Holiday, Katherine Dunham, Ted Lewis, Judy Garland, The Mills Brothers, The Jubalaires, Guy Lombardo, Chick Webb, Bob Crosby, Bill Kenny & the Ink Spots, de Dorsey Brothers (en vervolgens Jimmy Dorsey nadat de broers uit elkaar gingen), Connee Boswell, Victor Young, Earl Hines, Claude Hopkins, Ethel Smith en de Rhythm-and-blues artiesten Sister Rosetta Tharpe en Louis Jordan.
In 1940 bracht Decca het eerste album uit met liedjes uit de film The Wizard of Oz uit 1939. Het was echter geen soundtrackalbum maar een coverversie met alleen Judy Garland uit de film, en de andere rollen gezongen door de Ken Darby Singers.
In 1942 bracht Decca de eerste opname uit van "White Christmas" van Bing Crosby. Hij nam in 1947 een andere versie van het nummer op voor Decca; Tot op de dag van vandaag blijft Crosby's opname van "White Christmas" voor Decca de best verkochte single aller tijden.
In 1943 verscheen het eerste cast album, de musical Oklahoma! van Rodgers en Hammerstein, gevolgd door Ann get your gun en vele anderen.
Na de Tweede Wereldoorlog werd tot 1954 de popmuziek op 10 inch-lp's uitgebracht. Decca had grote successen tot zeker 10 jaar na zijn dood met heruitgaven van Al Jolson, en de in de 30- en 40-jaren reeds gecontracteerde artiesten, begin 50-er jaren werd langzaam overgestapt op het 12-inch-formaat.
In de begintijd van de Rock-'n-roll had Decca matig succes met Bill Haley's Rock Around the Clock, totdat het nummer de tune werd van de film Blackboard Jungle, en het alsnog de status van mijlpaal in de muziek zou bereiken, maar daarna verloor Decca zijn positie als belangrijk R&B- en poplabel en richtte het zich nog op country-and-western en Hollywood-muziek.
Patsy Cline en Loretta Lynn waren in de jaren '60 de Decca-sterren.

### Britse Decca
In de jaren 50 was Decca een prestigieus label, dat niet geassocieerd wilde worden met Rhythm-and-blues-muziek. Artiesten die Decca aangeboden kreeg zoals Jackie Wilson, werden uitgebracht via sublabel Brunswick Records.
Ook in de 60-er jaren begon de afdeling populaire muziek van het Britse Decca met een aantal gemiste kansen.
In 1960 weigerden ze "Tell Laura I Love Her" van de gelicentieerde artiest Ray Peterson uit te brengen en vernietigden ze zelfs duizenden exemplaren van de single. Een coverversie van Ricky Valance werd uitgebracht door EMI op het Columbia-label en stond drie weken op nummer 1 in de Britse hitlijsten. In 1962 wees Decca The Beatles af, in de overtuiging dat "gitaargroepen uit gingen raken". Andere opmerkelijke weigeringen waren de Yardbirds en Manfred Mann en later zag men Jimi Hendrix niet zitten; een linkshandige gitarist was iets te veel van het goede.
Het afwijzen van The Beatles leidde indirect tot de ondertekening van Decca's belangrijkste groep artiesten uit de jaren 60, The Rolling Stones. Dick Rowe - bekend als de man die de Beatles afwees - was een talentenjacht aan het jureren met George Harrison, en Harrison zei hem dat hij eens naar de Stones moest kijken, die hij een paar weken eerder voor het eerst live had gezien. Rowe zag de Stones en tekende ze snel voor een contract. Decca bracht ook de eerste opname van Rod Stewart uit in 1964, ("Good Morning Little Schoolgirl" / "I'm Gonna Move to the Outskirts of Town".). Decca contracteerde daarnaast rockartiesten als The Moody Blues, The Zombies, The Applejacks, Dave Berry, Them en Alan Price.
De jaren 1970 waren desastreus voor Decca. De Rolling Stones verlieten het label, een voorbeeld dat meerderen volgden, en hoewel Decca een nieuw progressief label startte begon het punk-tijdperk. Alleen The Moody Blues bleven het label trouw.

#### Sublabels
- Alexis Korner Presents Kings Of The Blues
- Brunswick Ltd.
- Buk Records

### Nederland
Decca werd, vanaf 1930, in Nederland vertegenwoordigd door Decca-Dutch Supplies. De eigenaar van dit eenmansbedrijf was Heinrich Wilhelm ("Henk") van Zoelen, die in Bussum het "Ultrafoonhuis" runde. In 1936 werd het bedrijf voortgezet onder de naam "Hollandsche Decca Distributie (Decca-Dutch Supplies) N.V.". De aandelen werden in 1942 overgenomen door Philips.  
Naast de internationale artiesten die op het Decca-label in Nederland door Phonogram werden uitgebracht (zie hierboven), was er ook een groep Nederlandse artiesten op Decca te vinden. Voorbeelden zijn The Blue Diamonds, Boudewijn de Groot, Mouth & MacNeal, The Fouryo's, Kinderkoor de Karekieten en Vader Abraham met 't Smurfenlied.

## Decca onder Universal
Na de overnames van de Decca's, waarbij deze beiden onder de Universal Music Group kwamen, werd Decca een toonaangevend label voor zowel klassieke muziek als Broadway-partituren. Decca Music Group Limited omvat ook het Philips Classics-label, en zijn samen met de Deutsche Grammophon- en ECM-labels gegroepeerd in de Universal Classics-groep.
Onder de naam Decca Records Nashville werd een divisie opgericht voor nieuwe country opnames.